# Leo Horbach
Leo Horbach (Bocholtz, 1951) is een Nederlands beeldend kunstenaar. Hij studeerde af in 1977 aan de Stadsacademie voor Toegepaste Kunsten in Maastricht. Hij creëert veelal beelden in steen maar werkt ook in brons, tweedimensionaal of toegepast design. Het werk kenmerkt zich als krachtige, volumineuze en plastische vormen van mens en dier. Soms met een bovennatuurlijk of lyrisch karakter, realistisch of abstract. 
Zijn beelden zijn onder andere te zien in Maastricht, Heerlen, en Landgraaf.